# Hofhistoriografie
Hofhistoriografie ist eine offizielle Art der Geschichtsschreibung, wobei der Hof als solches oder einzelne Personen des Hofes, Kaiser,  Päpste, Könige, Fürsten,  Herzöge, Grafen etc. beschrieben werden. Dabei geht es häufig nicht nur um eine Schilderung der wirklichen Begebenheiten am Hofe, sondern auch um eine Verherrlichung und Überhöhung der betreffenden Person.
Diese Art der Geschichtsschreibung ist zwar sehr wichtig, jedoch eben wegen dieser Tendenz sehr kritisch zu verwenden. Schon frühzeitig existierte eine Geschichtsschreibung, für die diese Bezeichnung zutrifft. Zum Beispiel im Zeitalter des frühen italienischen Humanismus findet man die offizielle Funktion eines Hofgeschichtsschreibers oder Hofhistoriografen vor. Namhafte Vertreter dieser Zunft waren: Antonio  Beccadelli, Francesco Filelfo oder auch Francesco Petrarca.
Eine andere Art von Hofhistoriografie sind Memoiren. Diese sind Selbstzeugnisse hoher Adliger. Oft, wenn auch nicht generell, ist die Tendenz einer Verherrlichung des eigenen Lebens zu beobachten. Manchmal jedoch sind sie sehr tatsachengetreu und deshalb als kulturgeschichtliche Zeugnisse über die Zustände bei Hofe besonders wertvoll.
Hier sei Katharina II. als Beispiel genannt, deren Beschreibungen einen Einblick in die Kultur am russischen Hofe unter Elisabeth, Peter III. und zum Teil während der Regentschaft Katharinas vermitteln. Auch von Kaiser Wilhelm II. existieren Memoiren.